# NGC 2511
NGC 2511 est une galaxie spirale située dans la constellation du Petit Chien. NGC 2511 a été découverte par l'ingénieur irlandais Bindon Stoney en 1851.

## Caractéristiques

### Distance
Sa vitesse par rapport au fond diffus cosmologique est de 4 705 ± 65 km/s, ce qui correspond à une distance de Hubble de 69,4 ± 5,0 Mpc (∼226 millions d'al).

### Émission de radiation ultraviolette
NGC 2511 est une galaxie dont le noyau brille dans le domaine de l'ultraviolet. Elle est inscrite dans le catalogue de Markarian sous la cote Mrk 1207 (MK 1207).